# Rodolfo Combe
Rodolfo Combe Arriola (Carmelo, Uruguay; 4 de enero de 1995) es un futbolista uruguayo juega como delantero en Club Deportivo Español de la Primera C.

## Trayectoria
Jugó al baby fútbol en Carmelo, en el Artigas Fútbol Club. Pero a los 11 años, sin sus padres, viajó al país vecino, Argentina, a probarse en Vélez por 15 días. Ya al año siguiente, se instaló en la residencia para los jugadores que son del interior del país o los extranjeros. Al principio, no pudo jugar debido a problemas de documentación, estuvo un año y diez meses sin disputar encuentros. Pero todo se destrabó y realizó las formativas del club a la par de sus compañeros, fue ascendiendo de categoría y se afianzó en el club con goles.
El 25 de octubre de 2013 debutó con la reserva del Fortín, convirtió su primer gol y ganaron 2 a 0 frente a Newell's.
En el mes de agosto de 2015, Combe fue convocado al plantel absoluto por primera vez, para las fechas 20 y 21 del campeonato argentino, como para un encuentro por la Copa Argentina.

## Selección nacional

### Trayectoria
En el 2014, Rodolfo fue parte del proceso de la Selección Sub-20 de Uruguay conducida por Fabián Coito.
Debutó con la Celeste el 24 de septiembre ante Perú en Jardines, jugó como titular y ganaron 1 a 0.
El 5 de diciembre fue incluido en la lista de preseleccionados para defender a Uruguay en el Campeonato Sudamericano Sub-20 de 2015 que se realizó, justamente, en Uruguay. Rodolfo no quedó en la lista definitiva para jugar el Sudamericano.

### Detalles de partidos
| Con Uruguay Sub-20 | Con Uruguay Sub-20 | Con Uruguay Sub-20 | Con Uruguay Sub-20       | Con Uruguay Sub-20   | Con Uruguay Sub-20              | Con Uruguay Sub-20 | Con Uruguay Sub-20 | Con Uruguay Sub-20 | Con Uruguay Sub-20 |
| N°                 | Rival              | Resultado          | Fecha                    | Lugar                | Competencia                     | Goles              | Asistencias        | Ref.               |                    |
| ------------------ | ------------------ | ------------------ | ------------------------ | -------------------- | ------------------------------- | ------------------ | ------------------ | ------------------ | ------------------ |
| 1                  | Perú               | 1:0 (0:0)          | 24 de septiembre de 2014 | Montevideo · Uruguay | Amistoso                        | -                  | -                  | 1                  |                    |
| 2                  | México             | 2:1 (2:0)          | 8 de octubre de 2014     | Santiago · Chile     | Amistoso Torneo Cuatro Naciones | -                  | -                  | 2                  |                    |
| 3                  | Colombia           | 0:2 (0:2)          | 13 de octubre de 2014    | Santiago · Chile     | Amistoso Torneo Cuatro Naciones | -                  | -                  | 3                  |                    |

## Estadísticas

### Clubes
Actualizado al 5 de septiembre de 2016.
| Club                      | Div.          | Temporada     | Liga  | Liga  | Copas nacionales | Copas nacionales | Torneos internacionales | Torneos internacionales | Total | Total |
| Club                      | Div.          | Temporada     | Part. | Goles | Part.            | Goles            | Part.                   | Goles                   | Part. | Goles |
| ------------------------- | ------------- | ------------- | ----- | ----- | ---------------- | ---------------- | ----------------------- | ----------------------- | ----- | ----- |
| Vélez Sarsfield Argentina | 1ª            | 2015          | 0     | 0     | 0                | 0                | -                       | -                       | 0     | 0     |
| Vélez Sarsfield Argentina | Total club    | Total club    | 0     | 0     | 0                | 0                | 0                       | 0                       | 0     | 0     |
| Fénix Argentina           | 3ª            | 2016/17       | 0     | 0     | 0                | 0                | -                       | -                       | 0     | 0     |
| Fénix Argentina           | Total club    | Total club    | 0     | 0     | 0                | 0                | 0                       | 0                       | 0     | 0     |
| Total carrera             | Total carrera | Total carrera | 0     | 0     | 0                | 0                | 0                       | 0                       | 0     | 0     |

### Selecciones
Actualizado al 12 de octubre de 2014.
Último partido citado: Colombia 2 - 0 Uruguay
| Selección        | Temporada     | Sudamericano | Sudamericano | Mundial | Mundial | Amistosos | Amistosos | Total | Total |
| Selección        | Temporada     | Part.        | Goles        | Part.   | Goles   | Part.     | Goles     | Part. | Goles |
| ---------------- | ------------- | ------------ | ------------ | ------- | ------- | --------- | --------- | ----- | ----- |
| Sub-20 · Uruguay | 2014/15       | -            | -            | -       | -       | 3         | 0         | 3     | 0     |
| Sub-20 · Uruguay | Total sel.    | -            | -            | -       | -       | 3         | 0         | 3     | 0     |
| Total carrera    | Total carrera | -            | -            | -       | -       | 3         | 0         | 3     | 0     |

## Palmarés

### Otras distinciones
- Cuarta división juvenil: 2014[4]